# Svazek obcí Dyje
Svazek obcí Dyje je svazek obcí v okresu Znojmo, jeho sídlem je Hrádek a jeho cílem je rozvoj infrastruktury a životního prostředí, rozvoj cestovní ruch, rozvoj podnikání a rozvoj lidských zdrojů. Sdružuje celkem 6 obcí a byl založen v roce 2003.

## Obce sdružené v mikroregionu
- Hrádek
- Dyjákovice
- Slup
- Strachotice
- Křídlůvky
- Valtrovice

bývalý člen
- Jaroslavice